# Vojvodovo (distrikt i Bulgarien, Vratsa)
Vojvodovo (bulgariska: Войводово) är ett distrikt i Bulgarien.   Det ligger i kommunen Obsjtina Mizija och regionen Vratsa, i den nordvästra delen av landet, 110 km norr om huvudstaden Sofia.
Trakten runt Vojvodovo består till största delen av jordbruksmark. Runt Vojvodovo är det ganska glesbefolkat, med 45 invånare per kvadratkilometer.